# Урвенська сільська рада
Урве́нська сільська́ ра́да — колишній орган місцевого самоврядування у Здолбунівському районі Рівненської області. Адміністративний центр — село Урвенна.

## Загальні відомості
- Урвенська сільська рада утворена в 1939 році.
- Територія ради: 34,658 км²
- Населення ради: 1 871 особа (станом на 2001 рік)

## Населені пункти
Сільській раді підпорядковані населені пункти:
- с. Урвенна
- с. Гільча Друга
- с. Залісся
- с. Загребля
- с. Йосипівка
- с. Лідаво

## Історія
15 березня 2012 року село Лідава перейменовано на село Лідаво.

## Населення
Згідно з переписом УРСР 1989 року чисельність наявного населення сільської ради становила 2044 особи, з яких 1065 чоловіків та 979 жінок.
За переписом населення України 2001 року в сільській раді мешкали 1864 особи.

### Мова
Розподіл населення за рідною мовою за даними перепису 2001 року:
| Мова       | Відсоток |
| ---------- | -------- |
| українська | 99,84 %  |
| російська  | 0,11 %   |

## Склад ради
Рада складається з 16 депутатів та голови.
- Голова ради: Балабат Лідія Михайлівна
- Секретар ради: Грицюк Марія Миколаївна

### Керівний склад попередніх скликань
| Прізвище, ім'я, по батькові | Основні відомості                                                                       | Дата обрання | Дата звільнення |
| --------------------------- | --------------------------------------------------------------------------------------- | ------------ | --------------- |
| Балабат Лідія Михайлівна    | Сільський голова, 1959 року народження, член Народної партії                            | 26.03.2006   | 31.10.2010      |
| Балабат Лідія Михайлівна    | Сільський голова, 1950 року народження, освіта середня спеціальна, член Народної партії | 31.10.2010   |                 |

Примітка: таблиця складена за даними сайту Верховної Ради України